# 일차 알코올

에탄올

뷰탄올

일차 알코올은 하이드록실기가 1차 탄소 원자에 결합된 알코올로, 1차 알코올은 "–CH2OH"을 포함하고 있는 분자로 정의할 수 있다. 2차 알코올은 "–CHROH"을 포함하고 있고, 3차 알코올은 "–CR2OH"을 포함하고 있으며, 여기서 "R"은 탄소를 포함하고 있는 그룹을 나타낸다.
1차 알코올의 예로는 에탄올과 뷰탄올이 있다.
브리태니커 백과사전 1911년판을 포함한 일부 출처에서는 메탄올이 1차 알코올에 포함되어 있지만, 현대 문헌에서 이러한 해석은 일반적이지 않다.

## 같이 보기
- 알코올 (특히 2차 알코올 및 3차 알코올에 대한 논의를 위한 명명 섹션)
- 일차 알코올의 카복실산으로의 산화